# شوکویلک (میسیسیپی)
شوکویلک (به انگلیسی: Shuqualak) شهرکی در ایالت میسیسیپی کشور ایالات متحده آمریکا است که جمعیت آن در سرشماری سال ۲۰۱۰ میلادی، ۵۰۱
نفر بوده‌است.